# Spodoptera retrahens
Spodoptera retrahens är en fjärilsart som beskrevs av Walker 1870. Spodoptera retrahens ingår i släktet Spodoptera och familjen nattflyn. Inga underarter finns listade i Catalogue of Life.